# Björn Anseeuw
Björn Anseeuw (Oostende, 17 september 1976) is een voormalig Belgisch politicus voor de Vlaams-nationalistische Nieuw-Vlaamse Alliantie (N-VA).

## Biografie
Anseeuw groeide op in Gistel, waar zijn vader 24 jaar lang een politiek mandaat zou bekleden, eerst bij de Volksunie, vervolgens bij de N-VA. Zelf was Björn Anseeuw medeoprichter van de plaatselijke afdeling van de VUJO, de jongerenafdeling van de Volksunie.
Anseeuw studeerde in 2000 af als gegradueerde in de verpleegkunde aan de Katholieke Hogeschool Brugge-Oostende en was van 2000 tot 2003 actief als psychiatrisch verpleegkundige in het AZ Sint-Jan in Brugge. Van 2003 tot 2010 werkte hij als thuisverpleger. In 2010 werd hij politiek actief voor N-VA als parlementair medewerker in de Kamer van volksvertegenwoordigers, eerst van 2010 tot 2012 van Manu Beuselinck en nadien van 2012 tot 2014 van Nadia Sminate.
Bij de gemeenteraadsverkiezingen van 2012 in zijn woonplaats Oostende haalde hij als lijsttrekker een goede score met 2.398 voorkeurstemmen en werd gemeenteraadslid en fractieleider van een tienkoppige fractie, de op een na grootste in de gemeenteraad van de stad. Na de verkiezingen van oktober 2018 werd Anseeuw begin 2019 eerste schepen van Oostende, bevoegd voor mobiliteit, stadsvernieuwing en openbaar domein. Hij bleef actief in de lokale politiek van Oostende tot in december 2024.
Bij de Vlaamse verkiezingen van 25 mei 2014 werd hij verkozen met 13.492 voorkeurstemmen. Vanaf dan zetelde hij voor de kieskring West-Vlaanderen in het Vlaams Parlement, waar hij zich inzette voor geestelijke gezondheidszorg en sociaal wonen en zetelde in de commissies Wonen, Armoedebeleid en Gelijke Kansen en Mobiliteit en Openbare Werken. Bij de verkiezingen van 26 mei 2019 stond hij op derde plaats van de West-Vlaamse N-VA-lijst voor de Kamer. Hij raakte verkozen en ging zetelen in de commissie Sociale Zaken, waarvan hij ondervoorzitter werd. Als federaal parlementslid ging hij zich toeleggen op de bestrijding van sociale fraude, werkloosheid, arbeidsmarktbeleid en de financiering en de organisatie van de sociale zekerheid. Hij besloot niet meer op te komen bij de nationale en de lokale verkiezingen in 2024 en zo uit de politiek te stappen.

## Persoonlijk
Hij is gehuwd en heeft twee kinderen.